# 2020년 하계 올림픽 우크라이나 선수단
2020년 하계 올림픽 우크라이나 선수단은 2021년 7월 23일부터 8월 8일까지 일본 도쿄에서 열린 2020년 하계 올림픽에 참가한 올림픽 우크라이나 선수단이다.
우크라이나는 2020년 도쿄 하계 올림픽에 출전했다. 당초 2020년 7월 24일부터 8월 9일까지 열릴 예정이었던 올림픽은 전 세계적인 코로나19 범유행으로 인해 2021년 7월 23일부터 8월 8일로 연기되었다. 이는 소비에트 이후 시대에 역대 가장 작은 규모로 하계 올림픽에 7회 연속 출전한 대회였다.
우크라이나는 도쿄에서 19개의 메달을 획득했는데, 이는 현재까지 가장 낮은 메달을 획득한 2016년의 11개 메달에 비해 크게 향상된 것이다. 그러나 우크라이나는 단 하나의 금만을 획득했는데, 이는 그 기준으로 볼 때 역사상 최악의 결과이다.

## 출전 선수
| 종목           | 남자 | 여자 | 전체 |
| -------------- | ---- | ---- | ---- |
| 양궁           | 1    | 3    | 4    |
| 아티스틱스위밍 | 빈칸 | 8    | 8    |
| 육상           | 19   | 25   | 44   |
| 배드민턴       | 1    | 1    | 2    |
| 복싱           | 5    | 1    | 6    |
| 카누           | 2    | 9    | 11   |
| 사이클         | 1    | 4    | 5    |
| 다이빙         | 3    | 4    | 7    |
| 승마           | 1    | 1    | 2    |
| 펜싱           | 4    | 2    | 6    |
| 체조           | 6    | 8    | 14   |
| 유도           | 4    | 3    | 7    |
| 가라테         | 1    | 2    | 3    |
| 근대5종        | 1    | 1    | 2    |
| 조정           | 2    | 0    | 2    |
| 사격           | 4    | 2    | 6    |
| 수영           | 7    | 2    | 9    |
| 탁구           | 1    | 2    | 3    |
| 테니스         | 0    | 5    | 5    |
| 트라이애슬론   | 0    | 1    | 1    |
| 역도           | 0    | 2    | 2    |
| 레슬링         | 5    | 5    | 10   |
| 전체           | 66   | 89   | 155  |

## 같이 보기
- 올림픽 우크라이나 선수단